# Arai Shigeo

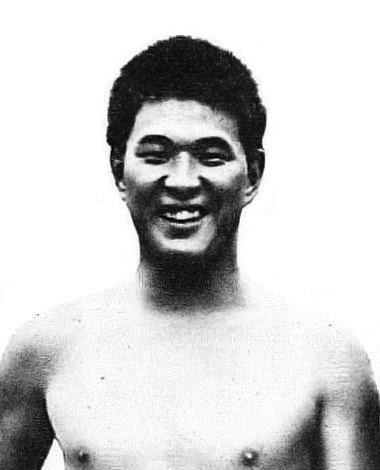
Arai Shigeo

Arai Shigeo (jap. 新井 茂雄; * 8. August 1916 in Shizuoka; † 19. Juli 1944 in Myanmar) war ein japanischer Schwimmer.
Zusammen mit Yusa Masanori, Sugiura Shigeo und Taguchi Masaharu wurde er bei den Olympischen Spielen 1936 in Berlin Olympiasieger mit der 4 × 200-m-Freistilstaffel. Über 100 m Freistil gewann er zudem die Bronzemedaille.
Arai Shigeo fiel als Soldat der japanischen Armee in Burma.
Im Jahr 1997 wurde er in die Ruhmeshalle des internationalen Schwimmsports aufgenommen.